# Barbara Boxer
Barbara Boxer Levy (Nova Iorque, 11 de novembro de 1940) é uma política norte-americana, ex-senadora pelo estado da Califórnia. É membro do Partido Democrata.
Ela é o senador(a) mais votado da história dos Estados Unidos, tendo em 2004 6.955.728 votos.

## Carreira
Boxer foi eleita senadora pela primeira vez em 1992, tornando-se uma das primeiras mulheres judias a ser eleita para o cargo. Ocupou uma vaga Câmara dos Representantes dos Estados Unidos de 1983 a 1993.
Sua residência fica em Rancho Mirage.